# South African Defence Force

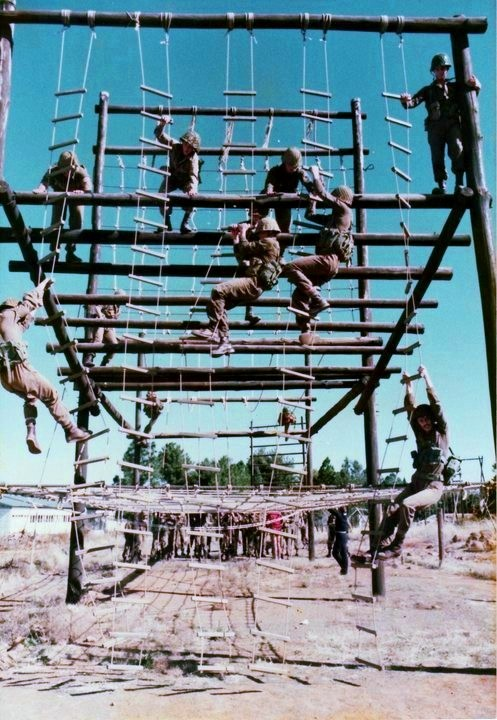
Fallschirmjäger (Valskermsoldate) der SADF bei der Ausbildung

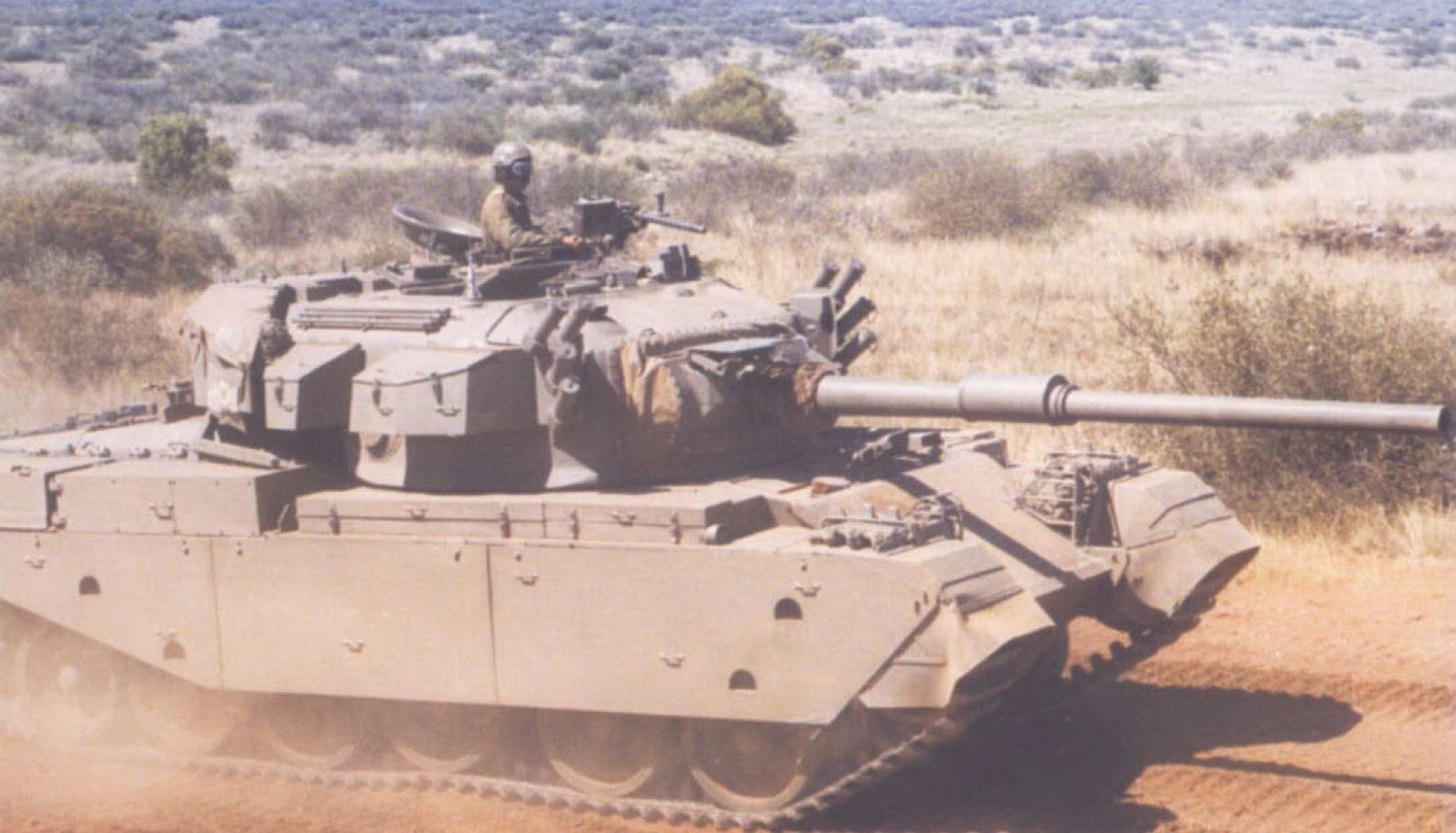
Kampfpanzer Olifant Mk.1A der SADF im de Brug Training Area, 1993

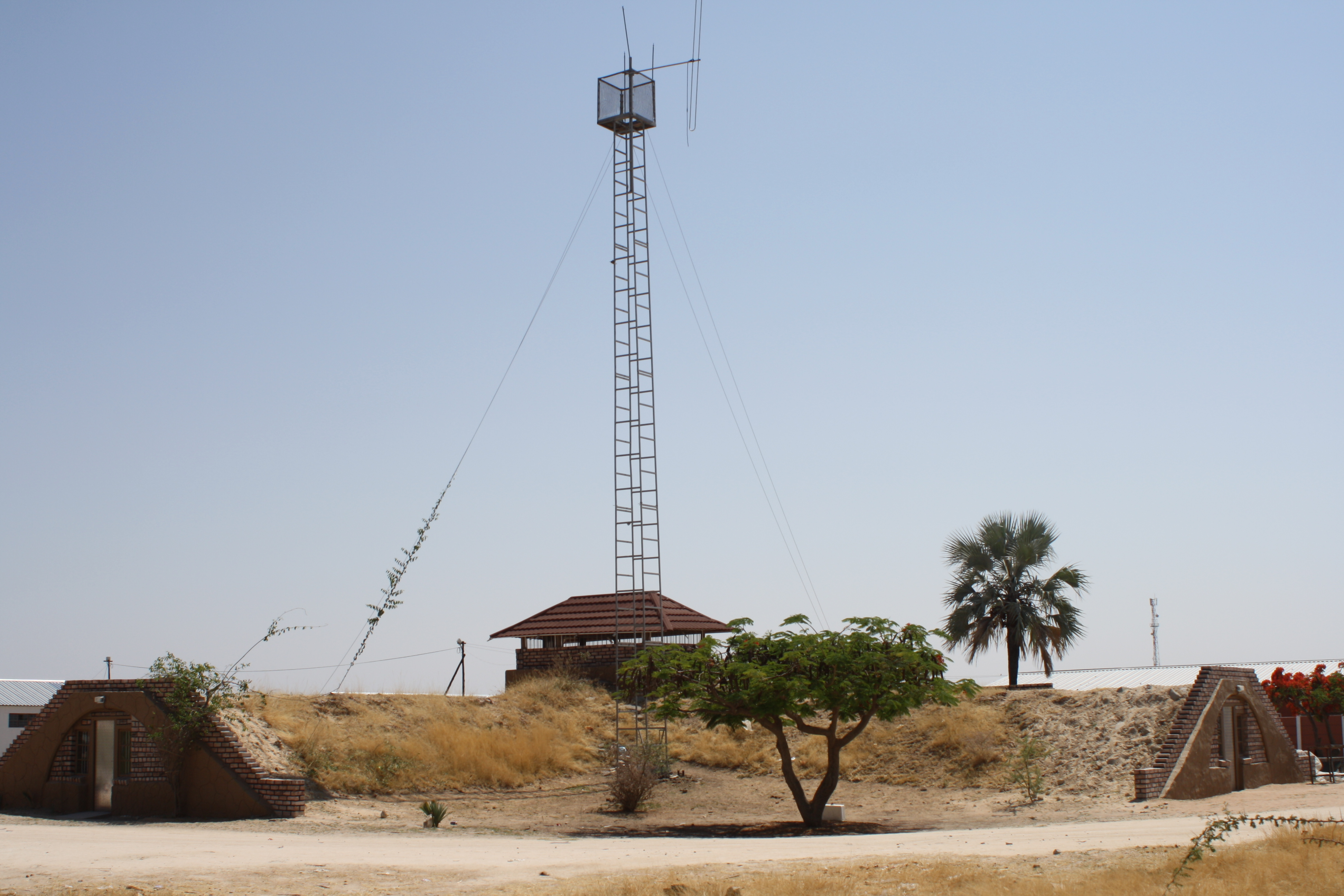
Der ehemalige SADF-Stützpunkt in Outapi im heutigen Namibia

Die South African Defence Force (SADF; deutsch wörtlich „Südafrikanische Verteidigungskräfte“; afrikaans Suid-Afrikaanse Weermag (SAW); deutsch wörtlich Südafrikanische Wehrmacht) waren die südafrikanischen Streitkräfte vom 1. November 1958 bis zum 10. Mai 1994. Zuvor waren sie als Union Defence Force bekannt; die neue Bezeichnung wurde 1957 im Defence Act No. 44 festgelegt. Die SADF wurde 1994 durch die South African National Defence Force abgelöst.

## Geschichte

### Kriegseinsätze

#### Angola
Die SADF war während ihres Bestehens in zwei Kriege verwickelt, die miteinander verknüpft waren. Von 1966 bis 1989 kämpfte die SADF im Bereich der Grenze von Südwestafrika und Angola sowie in Sambia im „Südafrikanischen Grenzkrieg“ vor allem gegen die Befreiungsorganisation SWAPO. Der Krieg endete mit der Unabhängigkeit des vormaligen Südwestafrikas als Namibia.
Ab 1975 kämpfte die SADF direkt im Angolanischen Bürgerkrieg auf der Seite der UNITA mit Unterstützung der USA gegen die MPLA, die von Kuba unterstützt wurde. Zu den südafrikanischen Truppen gehörte das 32-Bataljon, in dem zahlreiche Ausländer kämpften. Die ersten Militäreinheiten Südafrikas überschritten zwischen dem 9. und 11. August 1975 die angolanische Grenze. In Folge dieser Truppenintervention besetzten Einheiten der SADF die Staudammanlagen von Calueque, um die langfristigen Investitionen Südafrikas in einen energie- und agrarpolitisch bedeutsamen Infrastrukturkomplex jenseits des von ihm kontrollierten Gebietes zu sichern.
Im Jahr 1979 zerstörte ein Luftangriff der South African Air Force das ANC-Ausbildungslager Novo Catengue unweit der Grenze zu Südwestafrika. Verantwortlich für die zielgenaue Bombardierung war der damalige Lagerkommandant Timothy Tebogo (Chief) Seremane, ein hoher MK-Funktionär, der nach Auffassung des MK-Sicherheitsdienstes eine wichtige Rolle in einem Agentenring der von Südafrika aufgebauten Gegenspionage gespielt und bereits seit 1976 im Dienst dessen Sicherheitspolizei gestanden haben sollte. Er wurde 1981 im Ergebnis eines Militärtribunals im angolanischen Quatro prison camp exekutiert. Über eventuell vorausgegangene Folterungen durch ANC-Angehörige gibt es divergente Auffassungen.
Die militärischen Konflikte 1987 bis 1988 auf dem Gebiet Angolas gipfelten in der Entscheidungsschlacht bei Cuito Cuanavale Anfang 1988 im Süden des Landes und führten zum Rückzug der SADF, SWATF und UNITA. Südafrika kooperierte mit der Rüstungsfirma des kanadischen Ingenieurs Gerald Bull und setzte die G5-Haubitze aus dessen Entwicklung und südafrikanischer Produktion in Angola gegen die SWAPO ein. Die Waffe wurde bei Lyttelton Engineering Works/Lyttleton Ingenieurswerke in Verwoerdburg hergestellt.

#### Südwestafrika
Zur Sicherung der politischen, wirtschaftlichen und sicherheitspolitischen Interessen Südafrikas im von ihm annektieren Mandatsgebiet Südwestafrika/Namibia setzte die Regierung Pretorias in Abstimmung mit den südwestafrikanischen Behörden die SADF ein. Deren Aufgaben lagen in der Aufstandsbekämpfung, regionalen Militärverwaltung, Grenzsicherung in Richtung Angola und Sambia sowie in der Gewährleistung rückwärtiger Dienste für eigene militärische Operationen in benachbarten Staaten. Dabei bestand seit Gründung der South West African Territory Force im Jahre 1980 eine enge Kooperation, teilweise unter gemeinsamen Kommandostrukturen. Die seit 1981 eingeführte Wehrpflicht für Südwestafrikaner im Alter von 18 bis 24 Jahren und aller ethnischen Abstammungen fand hier differenzierte Akzeptanz. Als 1974 in Südafrika mit den Vorbereitungen zur Aufstellung kleiner SADF-Einheiten aus Freiwilligen der Coloured- und indischstämmigen Bevölkerung begonnen wurde, berichtete der Verteidigungsminister in einer Parlamentsrede im Februar 1974, dass auch die Hinzuziehung von Bewerbern zum Militärdienst aus der schwarzen Bevölkerung mit Führern der Homeland-Regierungen erörtert worden war. Indigene Personen dienten bereits als Fährtenleser bei Armeepatrouillen im Caprivistreifen (Südwestafrika). Sie waren im Dienst bewaffnet, trugen Militäruniformen, jedoch seien sie keine regulären Armeeangehörigen gewesen.
Im Juni 1974 startete die SADF in mehreren Zeitungen eine Inseratenkampagne zur Anwerbung von Schwarzen in einen Freiwilligendienst der Streitkräfte. Den ausgewählten Bewerbern wurde eine Ausbildung im Exerzierdienst, in Militärrecht, zur Anwendung von Waffen sowie Erste Hilfe und Hygiene zugesagt. Der Generalkommissar für die indigene Bevölkerung Südwestafrikas, Jannie de Wet, informierte im Juni öffentlich darüber, dass zehn ausgewählte Männer aus der Ovambobevölkerung nach Pretoria gesandt werden sollen, um dort an einem Ausbildungskurs für militärische Instrukteure teilzunehmen. Nach deren Rückkehr war ihr Einsatz als Ausbilder für weitere Freiwillige unter SADF-Kontrolle vorgesehen. Die Idee zu diesem Modellprojekt kam aus dem Kreise des Owambo Legislative Council. Das Vorhaben zum Aufbau einer ethnisch separat konstruierten Armee für Owambo erwies sich jedoch als erschwerender Faktor in der Bekämpfung der PLAN-Aktivitäten, da darin auch das Potenzial zur Vervielfältigung des politischen Konflikts innerhalb der Sicherheitsstrukturen lag.
Mitarbeiter des militärischen Geheimdienstes bildeten zwischen 1986 und 1987 in einem Trainingslager (genannt: Hippo) auf den Sandbänken des Cuando im Caprivizipfel (heute Namibia) in sieben Monaten etwa 200 Mitglieder der Inkatha-Partei in Guerillamethoden aus, darunter Sabotage- und Tötungsdelikten. Nur einige von ihnen erhielten Instruktionen zum Personenschutz, was lange von Inkatha-Chef Buthelezi für alle dieser Teilnehmer behauptet wurde. Nach ihrer Rückkehr übernahmen sie Dienstposten innerhalb der Polizei des Homelands KwaZulu. Hier trainierten sie kleine Einsatzkommandos in verschiedenen Regionen der Provinz Natal. Zwischen 1992 und 1993 kam es zur Ermordung von ANC-Anhängern. Zudem infiltrierten sie Arbeiterwohnheime der Industrie am östlichen Witwatersrand (East Rand). Die von ihnen verwendeten Waffen erhielten sie von der Vlakplaas.

#### Rhodesien
Ferner war die SADF mit mehreren Einheiten in Rhodesien, unter Verletzung des 1979 geschlossenen Lancaster-House-Abkommens, bis zum Wahlsieg von Robert Mugabe vertreten. Parallel zur regelmäßigen Versorgung der rhodesischen Streitkräfte mit Rüstungsgütern und Treibstoffen operierten SADF-Truppen vom Staatsterritorium Rhodesiens aus gegen die Nachbarstaaten Angola, Mosambik und Sambia. Diese Militäraktionen waren Teil der südafrikanischen Destabilisierungsstrategie zur Stärkung des Einflusses von Pretoria in der Tiefe des Kontinents. Das militärische Engagement Südafrikas wurde durch politisch-diplomatische Bemühungen flankiert, die Patriotische Front zu spalten. Daran beteiligten sich die südafrikanische Regierung, ihre rhodesischen Verbündeten sowie der politisch engagierte Chef des Lonrho-Bergbauunternehmens Tiny Rowland. Während dieser Zeit erhielten nach Recherchen des britischen Observer politische Gefolgsleute von Ndabaningi Sithole eine militärische Pilotenausbildung in den Luftwaffentrainingszentren der SADF. Mugabe verfügte nach seiner Machtübernahme den sofortigen Abzug aller südafrikanischen Truppen, die das Land daraufhin im März 1980 verließen. Es handelte sich um vier Kompanien und zwei Luftlandeeinheiten mit gepanzerten Fahrzeugen und Puma-Hubschraubern. Hunderte ehemalige Angehörige der rhodesischen Streitkräfte wurden von der SADF aufgenommen und ein Teil von ihnen wegen ihrer besonderen Erfahrungen in der Bekämpfung von Guerillagruppen im späteren Namibia eingesetzt. Ein anderer Teil blieb unweit der Grenze zu Rhodesien (später Simbabwe) in Transvaal stationiert, weil Südafrika sich eine militärische Intervention im Nachbarland vorbehielt. Weiterhin nahm die SADF eine beträchtliche Zahl von Söldnern aus den militärischen Einheiten des Abel Muzorewa auf, von denen etwa 10.000 bis 15.000 Mitglieder nach Südafrika flüchteten.

#### Mosambik
Truppen der SADF überfielen in den 1980er Jahren mehrfach Nachbarstaaten in Kommandoaktionen und töteten dabei zahlreiche Menschen. Südafrikanische Luftwaffeneinheiten griffen im Mai 1983, eine Woche nach einem Bombenanschlag in Pretoria mit 19 Toten, die mosambikanische Siedlung Liberdade in Matola an. Nach einer SADF-Erklärung wurden dabei fünf Basen des African National Congress (ANC) bombardiert, von denen Vorbereitungen zum „städtischen und ländlichen Terror“ in Transvaal ausgegangen sein sollen. Es kamen dabei nach südafrikanischen Angaben 64 ANC-Mitglieder ums Leben. Nach Darstellung der mosambikanischen Regierung waren sechs Opfer zu beklagen. Die Operation fand internationale Aufmerksamkeit. Großbritannien, Italien, Frankreich, die USA, Sambia und Kenia verurteilten offiziell die Verletzung der Souveränität Mosambiks. Militärische Einsätze mit dem Charakter von Vergeltungsaktionen waren von der Regierung als Warnung an Organisationen im benachbarten Ausland gedacht, dass man seitens Südafrika in der Lage und Willens sei, solche Ziele auch in zivilen Arealen aufzuklären und zu bekämpfen. Nach Auffassung des damaligen südafrikanischen Außenministers Pik Botha gingen 95 % der subversiven Angriffe auf sein Land vom Territorium Mosambiks aus. Diese Position vertrat er auf seiner Europareise 1983 gegenüber dem britischen Außenminister Geoffrey Howe und machte damit die von Pretoria eingenommene Haltung zum Nachbarland deutlich.

#### Lesotho, Botswana
Ferner griffen Einheiten der SADF mehrfach die Nachbarstaaten Lesotho und Botswana in Kommandoaktionen an, um im Exil lebende Mitglieder des ANC zu töten. Am 9. Dezember 1982 überquerten rund 100 Soldaten die Grenze nach Lesotho und erschossen im nahen Maseru 42 Menschen, darunter 30 Südafrikaner (siehe Südafrikanischer Überfall auf Lesotho 1982). Der Weltsicherheitsrat verurteilte die Aktion. In den 1980er Jahren erschossen sie in mehreren Aktionen 15 Menschen in Botswana.

### Rolle im Inneren
Innerhalb Südafrikas spielte die SADF eine wichtige Rolle bei der Unterdrückung der Opposition zum herrschenden Apartheidsystem und zur Aufrechterhaltung von Recht und Ordnung in dessen Sinne. Die Aufgaben der SADF waren der jeweiligen geostrategischen Lageeinschätzung angepasst. In den 1970er Jahren rechnete man mit einer langjährigen Konfrontationssituation durch Guerillaaktivitäten. Daraus ergaben sich drei Handlungsbereiche:
- Ordnungsfunktionen im innerstaatlichen Bereich bei Unruhen
- Verhinderung der Infiltration von Kombattanten über die Außengrenzen
- Gewährleistung einer schlagkräftigen Armee zur Abschreckung potentieller Angreifer und als Angriffspotential gegenüber Nachbarländern.[22]

Die Abgrenzung des Handlungsspektrums der SADF von Aufgaben der Südafrikanischen Polizei und weiteren Funktionen in der Zivilgesellschaft waren fließend. Neben der Armee mit ihren Teilstreitkräften Heer, Luftwaffe und Marine gab es einen aktiven Bereich von Reservisten (Citizen Force) mit jährlich sich wiederholenden Wehrübungen und die „Kommandos“ (Commandos). Letztere waren paramilitärische Einheiten auf der Basis einer zweijährigen Grundausbildung, die eine Flanke der regulären SADF in Form von ausschließlich weißen Freiwilligen darstellte. Diese waren zur Unterstützung der Polizei mit militärischen Mitteln geschaffen worden und nahmen in der Militärpolitik Südafrikas eine wichtige Stellung ein.
Als 1978 der Ministerpräsident Balthazar Johannes Vorster durch die Muldergate-Affäre von seinem Amt zurücktrat, übernahm der seit 1967 als Verteidigungsminister tätige Pieter Willem Botha zusätzlich das Ministerpräsidentenamt in Südafrika. Infolge dieser Personalunion gewann die SADF zunehmenden politischen Einfluss, verbunden mit einem wachsenden Verteidigungshaushalt. Die damalige Parlamentsopposition kritisierte den unmittelbaren Einfluss der Streitkräfte auf die Regierungsarbeit sowie eine anhaltende Beeinflussung der Medien durch das Militär im Sinne einer unkritischen Berichterstattung. Nach Auffassung der Regierung befand sich das Land damals in einem irregulären Kriegszustand, dem mit einer „total national strategy“ („totalen nationalen Strategie“) entgegengetreten werden müsse. Als 1980 Magnus Malan, der bisherige Chef der SADF und Sicherheitsberater von Botha, zum Verteidigungsminister ernannt wurde, erhielt das Department of Military Intelligence („Abteilung für militärische Aufklärung“) eine einflussreiche Beratungsposition innerhalb der Regierung.
Während des Bestehens der SADF wurde die Wehrpflicht 1967 für weiße männliche Südafrikaner eingeführt. Die Dauer des Wehrdienstes betrug ein Jahr, ab 1977 zwei Jahre, und umfasste anschließende Reserveübungen. Gegen die Wehrpflicht kämpfte ab 1983 die End Conscription Campaign (etwa: „Beendet-die Wehrpflicht-Kampagne“). Zusätzlich gab es Freiwillige, teilweise auch anderer Hautfarben. Auch Frauen konnten Mitglied der Armee sein, jedoch nicht im Kampfeinsatz. Seit 1963 existierte eine kleine Einheit aus Angehörigen der Coloured-Bevölkerung. Zu Beginn des Jahres 1978 hatte man ein Bataillon schwarzer Armeeangehöriger für vier Monate an der angolanischen Grenze eingesetzt. Im Dienst der Streitkräfte standen 1978 nur 2,5 % Nichtweiße.
In den Jahren 1971/1972 nahm der Verteidigungsetat 2,2 % des südafrikanischen Bruttoinlandprodukts ein. 1977/1978 betrugen die Ausgaben für die SADF und nahe Bereiche 5,1 % und 1983/1984 4,3 % vom Bruttoinlandsprodukt, 1993/1994 war der Anteil auf 2,6 % gesunken. Im selben Jahr der Waffenembargo-Resolution des Sicherheitsrates der Vereinten Nationen besuchte Verteidigungsminister Pieter Willem Botha 1967 die Rüstungsindustrie in Portugal und Frankreich. Seit 1968 unternahm die südafrikanische Regierung massive Anstrengungen, um eine inländische Waffenentwicklung und -produktion voranzutreiben, die auf dem Vorbild der französischen Kooperationsmodells zwischen dem Verteidigungssektor und der Privatwirtschaft beruhten. Dabei erhielt sie von der Industrial Development Corporation (etwa: „Industrie-Entwicklungsgesellschaft“) wirkungsvolle Unterstützung. Innerhalb eines kurzen Zeitraumes hatte Südafrika seine Abhängigkeit von Rüstungsimporten durch die 1968 gegründete ARMSCOR (Armaments Development and Production Corporation, etwa: „Gesellschaft für Waffenentwicklung und -produktion“; ab 1977 Armaments Corporation of South Africa) senken können. Im Jahr 1977 beanspruchte der Einkauf von Waffen im Ausland einen Anteil von 57 % des südafrikanischen Militärhaushaltes, obwohl der Sicherheitsrat der Vereinten Nationen bereits 1976 ein verbindliches Waffenembargo gegen Südafrika beschlossen hatte. Die Regierung Botha praktizierte nun eine Politik der Umgehung und kooperierte dabei mit Spanien, Italien, Belgien, Griechenland und Portugal. Eine intensive waffentechnische Kooperation bestand zwischen der SADF und den rhodesischen Streitkräften.
Mit dem Internal Security Act (Act No. 74 / 1982) wurde der SADF ein umfassender Einsatz im Innern des Landes ermöglicht, der mit dem Auftrag zu einer nachträglichen Information an das Parlament (nach Sektion 72) über die konkrete Aktion verbunden war. In den einleitenden Definitionen der Sektion 1, Absatz XVI, wird zur Durchsetzung dieses Gesetzes als zuständiges Exekutivorgan die Polizei benannt und ergänzend jede Abteilung der SADF darunter subsumiert, die zur „Vorbeugung oder der Unterdrückung von Terrorismus oder inneren Unruhen“ eingesetzt werden kann. Nach diesen Vorgaben gab es keine präzisen Rahmenbedingungen für den diesbezüglichen Einsatz des Militärs. Dadurch überschnitten sich Zuständigkeiten von Polizei und Armee.
Nachdem um 1987 im Caprivizipfel (Namibia) 200 Inkatha-Mitglieder in Guerillamethoden ausgebildet worden waren und in den Polizeidienst des Homelands KwaZulu eingegliedert wurden, trat dort keine Beruhigung ein. Chief Buthelezi war besorgt, dass MK-Einheiten des ANC sein Homeland angreifen und ihn ermorden könnten. Zudem eskalierte die Lage in KwaZulu durch „Kriege“ der Taxiunternehmen untereinander, die von den Chiefs zum illegalen Waffentransport instrumentalisiert wurden. Die Polizei des Homelands erhielt weitere Unterstützung aus Pretoria. Die südafrikanische Polizei entsandte General Jac Buchner und weitere Veteranen aus dem ehemaligen Rhodesien. Zusätzlich unternahm die SADF im Jahre 1991 eine weitere Ausbildungsaktion. Unweit des Ortes Mkuze, in den Bergen der Ghost Mountains wurden hit squads trainiert, deren Aufgabe es künftig sein sollte, Anti-Apartheidsaktivisten in Natal zu töten. Nach Recherchen der Zeitung Weekly Mail nutzte die SADF solche Frontorganisationen als Operationsfeld für ihre militärische Aufklärung und wandte dafür einen jährlichen Betrag von 2,25 Millionen Rand auf. Buthelezi stritt zu dieser Zeit alle Investigationsergebnisse ab. Richard Goldstone kam im März 1994 in seinem Bericht an den Staatspräsident De Klerk zur Erkenntnis, dass diese Presserecherchen nicht untertrieben waren und legte sogar weitere Belege und Zeugenaussagen vor. Unabhängig davon hatte der Journalist Phillip van Niekerk die Gewaltexzesse detailliert recherchiert. Dabei stieß er auf Hinweise für ein Massaker in der Siedlung Nquthu. Sein Bericht darüber wurde am 6. März 1994 im britischen Observer veröffentlicht.
Im Dezember 1992 entließ Präsident Frederik Willem de Klerk 16 Offiziere, darunter sechs Generäle, wegen ihrer mutmaßlichen Beteiligung an Aktionen der Third Force („Dritte Kraft“) gegen oppositionelle Südafrikaner, vor allem gegen Anhänger des African National Congress. Weitere sieben Offiziere wurden suspendiert.

## Organisation
Der Ministerpräsident, später der Staatspräsident, war der Oberste Befehlshaber. Ihm folgte in der Befehlsstruktur der
- Chief of the SADF/Hoof van die Suid-Afrikaanse Weermag[1] (CSADF), der aus jeder der vier Streitkräftegruppen berufen werden konnte. In den 1970er Jahren erhielt die SADF im Zuge ihrer Expansion sechs Bereiche, die den CSADF unterstützten: Finanzen, Aufklärung, Logistik, Einsätze, Personal und Planung. Sie gehörten alle dem Defence Headquarters (DHQ, „Streitkräftehauptquartier“) an und wurden vom
- Chief of Defence Force Staff/Hoof van die Weermagstaf geführt.

Die militärischen Entscheidungen wurden von drei Gremien getragen, vor allem vom Defence Command Council (DCC, „Verteidigungskommandorat“) und nachrangig vom Defence Staff Council (DSC, „Verteidigungsstabsrat“) für die Koordination miteinander wirkender Gruppen und dem Defence Manpower Liaison Committee („Militärpersonal-Verbindungsausschuss“) für die Zusammenarbeit von SADF mit dem Department of Manpower („Abteilung für Personal“) und der Privatwirtschaft.
Als Gattungen gab es gleichrangig neben der South African Army, der South African Navy und der South African Air Force (SAAF) auch den South African Medical Service (SAMS) mit den folgenden Kommandeuren:
- Chief of the Army/Hoof van die Leër
- Chief of the Air Force/Hoof van die Lugmag
- Chief of the Navy/Hoof van die Vloot
- Chief of the Medical Service/Hoof van die Geneeskundige Dienst

Zu den weiteren hohen Positionen gehörten der Inspector General of the SADF/Inspekteur-Generaal und der Chaplain General/Kapelaan generaal.

### Kommandeure der SADF (CSADF)
| Name                          | Beginn der Amtszeit | End der Amtszeit  |
| ----------------------------- | ------------------- | ----------------- |
| General Stephen Melville      | 1. November 1958    | 31. Dezember 1960 |
| General Pieter Grobbelaar     | 1. Januar 1961      | 30. Dezember 1965 |
| General Rudolph Hiemstra      | 1. Januar 1966      | 31. März 1972     |
| Admiral Hugo Biermann         | 1. April 1972       | 31. August 1976   |
| General Magnus Malan          | 1. September 1976   | 6. Oktober 1980   |
| General Constand Viljoen      | 7. Oktober 1980     | 30. Oktober 1985  |
| General Johannes Geldenhuys   | 1. November 1985    | 31. Oktober 1990  |
| General Andreas Liebenberg    | 1. November 1990    | 31. Oktober 1993  |
| General Georg Lodewyk Meiring | 1. November 1993    | 30. April 1994    |

### Personal
- Permanent Forces – aktive Vollzeitsoldaten mit einer Dienstzeit von mindestens zwei Jahren, maximal bis zur Pensionsgrenze von 65 Jahren
- National Servicemen – Wehrpflichtige, ausschließlich „weiße“ Männer, bis 1992 rund 25.000 pro Jahr; anschließend erfolgte ein Jahr Dienst bei den Citizen Forces oder ein längerer Dienst bei den Commando Forces
- Citizen Forces – voll ausgebildete Teilzeitsoldaten
- Commando Forces – auch als Active Citizen Force. bezeichnet – voll ausgebildete, „weiße“ Mitglieder, die meist im Inland agierten, etwa im Wachdienst und in der Aufklärung
- Voluntary Term Service – für Freiwillige, 1992 eingerichtet, um den Wehrdienst zu ersetzen
- Service Volunteers – befristet dienende Vollzeitkräfte, ausschließlich Personal, das nicht zu den „weißen“ Männern gehörte, zum Beispiel mehrere Bataillone „schwarzer“ Soldaten
- Auxiliary Service – eingeschränkt einsatzfähiges Personal, das den Standards des Wehrdienstes nicht genügte, aber untergeordnete Funktionen wie Fahrdienste leistete; darunter auch Nicht-Weiße
- Reserve – bis 16 Jahre nach Ablauf des Wehrdienstes oder bis zum Erreichen des 65. Lebensjahrs[27]

Vor der Auflösung hatte die SADF die folgende Stärke:
- Vollzeit – 40.000 im Voluntary Service, 5000 im National Service
  - Auxiliary Service – 16.000
  - Civil Service – 24.000
- Teilzeit – 500.000
  - Citizen Forces – rund 120.000
  - Commando Forces – rund 130.000 in 200 Einheiten
  - Reserve – rund 180.000[27]

Die South African Army hatte einen Anteil von 65 Prozent aller südafrikanischen Vollzeitsoldaten und 80 Prozent der Teilzeitsoldaten, während die South African Air Force und die South African Navy fast ausschließlich mit Vollzeitkräften agierten. Der South African Medical Service hatte einen hohen Anteil von Teilzeitsoldaten und den höchsten Frauenanteil der vier Teilstreitkräfte.

### Weitere Einheiten und Aktivitäten
Am 1. Oktober 1972 wurden die Special Forces gegründet, die als Recces bekannt wurden und anfangs in der Aufklärung (englisch reconnaissance) tätig waren. Bis 1980 gehörten sie zur South African Army und waren anschließend nur noch dem CSADF unterstellt. Zu den Special Forces gehörte ab 1986 die verdeckt operierende Einheit Civil Cooperation Bureau (CCB, etwa: „Ziviles Zusammenarbeitsbüro“). Sie war im In- und Ausland aktiv und für zahlreiche Brandstiftungen, Einschüchterung, Sabotage und Mordanschläge verantwortlich, zum Beispiel auf den Südafrikaner David Webster im Jahr 1989. 1990 wurde das CCB aufgelöst. In der Parlamentsdebatte von 1991 zum nationalen Verteidigungshaushalt bemerkte der Abgeordnete Mahmoud Rajab (Democratic Party) in Anbetracht von „Offenbarungen über die Aktivitäten des CCB“ und das fortgesetzte Geheimhaltungsbeharren um das Budget für die Special Forces, dass die Regierung dem Parlament diesbezügliche Erklärungen schulde.
2014 berichteten zwei ehemalige Offiziere des 4 Reconnaissance Regiment, kurz 4 Recce, von ihrer Tätigkeit. Zu ihren Einsätzen gehörte in den 1980er Jahren ein Attentatsversuch auf das Exekutivkomitee des ANC in Tansania. In dessen Tagungsraum sollten großrahmige Fotos von Politikern des ANC angebracht werden, deren Rahmen Sprengfallen enthielten. Der Anschlag scheiterte, weil ihr Flugzeug wegen schlechter Sicht über Malawi umkehren musste.
Im Zuge der Ermittlungen der Goldstone-Kommission Anfang der 1990er Jahre wurde bekannt, dass die SADF ab 1986 die militärische Ausbildung von Inkatha-Mitgliedern betrieben hatte, damit sie die Townships durch Gewalt destabilisieren sollten. Nach Meldungen verschiedener Zeitungen, in The Weekly Mail und in Ilanga aus der zweiten Hälfte des Jahres 1991 berichtete man über Ausbildungscamps der SADF für Mitglieder der IFP. An den Abhängen des Ghost Mountain im nördlichen Teil der Provinz Natal gab es unweit der Ortschaft Mkuze ein Trainingscamp für Einsätze im Häuser- und Guerillakampf. Nach Informationen von IFP-Mitgliedern wurden die Teilnehmer zum Führen von Schlägertrupps ausgebildet, die Attentate auf Antiapartheid-Aktivisten verüben sollten.
Ein weiteres Ausbildungslager mit der Bezeichnung Hippo befand sich 80 Kilometer westlich von Katima Mulilo auf den Schwemmlandbänken des Cuando im Caprivizipfel. Nach Medienberichten sollen hier 1987 200 IFP-Kämpfer ein siebenmonatiges militärisches Trainingsprogramm absolviert haben. Einige von ihnen erhielten Unterweisungen, um als künftige Sicherheitsoffiziere in der Verwaltung des Homelands KwaZulu tätig zu sein. Nach Äußerungen des südafrikanischen Staatspräsidenten wurden von der SADF 150 Zulu-Angehörige in Hinblick auf Sicherheitsaufgaben und den Schutz von Personen mit V.I.P.-Status ausgebildet. Mangosuthu Buthelezi verneinte eine Beteiligung seiner Partei an diesen Trainingseinheiten. Alle Teilnehmer hätten auf Empfehlung der Polizei seines Homelands teilgenommen. Er begründete diese Entscheidung damit, dass ab 1985 eine Zunahme der bewaffneten ANC-Aktivitäten zu verzeichnen gewesen sei und eine Einheit des Umkhonto we Sizwe in das Homeland eingedrungen sei, um ihn zu ermorden und Verwaltungsgebäude in Ulundi zu zerstören. Insbesondere wandte sich Buthelezi gegen Berichte in den Medien, nach denen er oder die IFP eine private Armee oder eine Terrorgruppe (hit squad) unterhielten. Allerdings berichtete die Weekly Mail im Dezember 1991 erneut über eine Unterstützung der SADF für das Homeland auf dem Gebiet militärischer Geheimdienstoperationen und Attentatsfähigkeiten für mindestens fünf Personen sowie über ein Jahresbudget von 2,25 Millionen Rand zur Bezahlung von IFP-Mitgliedern. Spezielle Ausbildungen für vier Personen gab es der Berichterstattung zufolge auf Veranlassung der SADF auch in Israel. Die Zeitung berief sich auf Informationen aus dem Kreise militärischer Geheimdienstexperten, von zwei Trainingsteilnehmern und von einem langjährigen IFP-Mitglied. Mangosuthu Buthelezi widersprach diesbezüglichen Presseberichten erneut.

## Bewaffnung

### Fahrzeuge
Fahrzeuge
- Radpanzer Ratel
- Spähpanzer Eland
- Gepanzerte Fahrzeuge Casspir, Buffel, Hippo APC
- Panzer Oilifant

Artillerie
- G5 Haubitze
- Selbstfahrlafette G6 Rihno Denel G6

### Handfeuerwaffen
Die Streitkräfte waren mit Handwaffen aus landeseigener Fertigung und Entwicklung sowie mit Produkten ausländischer Hersteller ausgestattet.

### Massenvernichtungswaffen
Südafrika besaß während des Bestehens der SADF Massenvernichtungswaffen, darunter sechs Kernwaffen, biologische Waffen und chemische Waffen. Während einer Pressekonferenz im April 1979 erklärte der südafrikanische Verteidigungsminister, dass sein Land die theoretische Fähigkeit zur Herstellung von Nuklearwaffen besitze, aber den Einsatz dieser Technologie zur Energieerzeugung mit friedlichen Zielen plane.
Am 22. September 1979 kam es südlich von Südafrika zum Vela-Zwischenfall, bei dem vermutlich eine südafrikanische Atombombe mit Hilfe Israels gezündet wurde. Die Bestände wurden im Zuge der Abschaffung der Apartheid Anfang der 1990er Jahre von der SADF unter Kontrolle der UNO vernichtet. Damit war Südafrika der erste Staat, der diese Waffen vollständig vernichtete.

## Bildung der Nachfolgearmee
1994 wurde die SADF mit den Armeen einiger Homelands sowie ehemaligen Guerillakämpfern des Umkhonto we Sizwe, der Azanian People’s Liberation Army und der Inkatha unter der Bezeichnung South African National Defence Force vereinigt.

## Sonstiges
Auf Initiative des Rates für wissenschaftliche und industrielle Forschung (CSIR) gründeten staatliche Stellen 1954 das National Institute for Defence Research (deutsch etwa: Nationales Institut für Verteidigungsforschung). In dessen Zuständigkeit vollzog sich eine stetig wachsende militärische Forschung, bis es 1968 durch eine gesetzliche Festlegung (Armaments Development and Production Act, Act No. 57 / 1968) zur Gründung der Nachfolgeinstitution, der halbstaatlichen Armscor (Armaments Development and Production Corporation), kam.

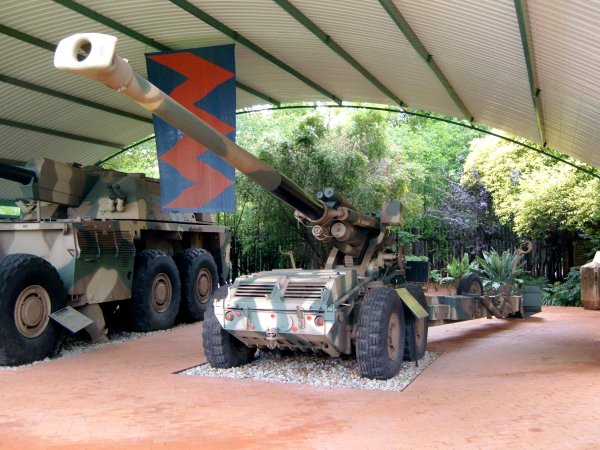
G5-Haubitze der südafrikanischen Streitkräfte (seit 1983 in Anwendung)

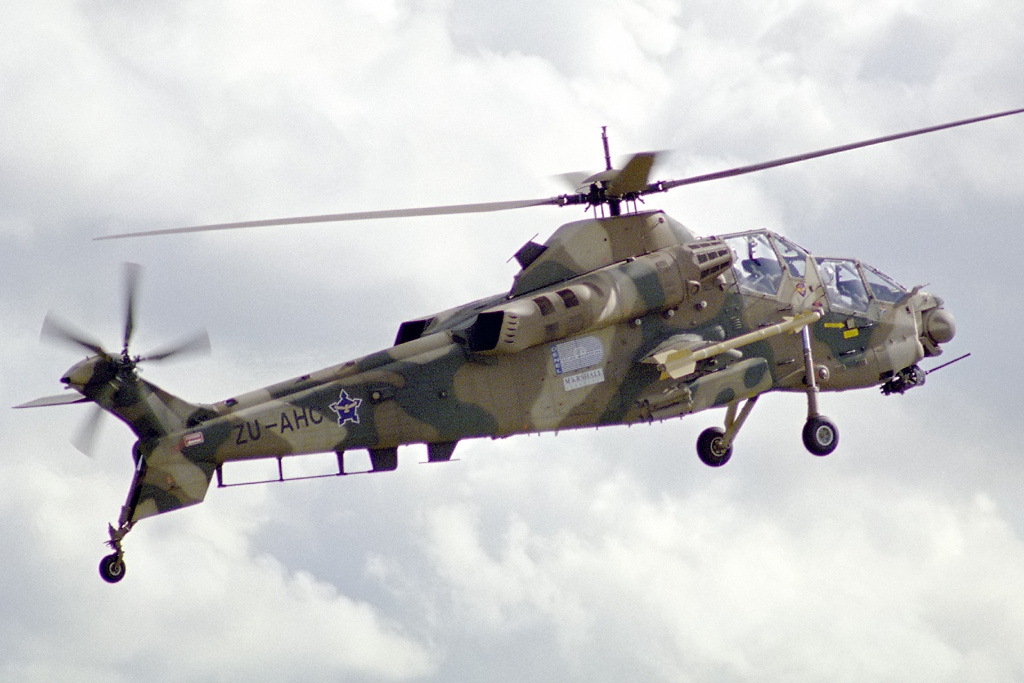
Denel XH-2 Rooivalk (8. September 1994 in Farnborough)

Neben der SADF war seit 1968 der nichtkommerzielle Teil der Armscor dem Verteidigungsminister unterstellt. Mit einem breitgestreuten Sortiment trat Südafrika 1982 auf der in Athen abgehaltenen Rüstungsgütermesse Defendory Expo '82 auf. Neben der Haubitze G5 waren gepanzerte Fahrzeuge aus südafrikanischer Produktion ausgestellt, die in einem Hercules-Transportflugzeug nach Athen gebracht worden waren. Diese Messebeteiligung auf dem Boden eines NATO-Staates und auf Einladung griechischer Regierungsstellen wurde vom damaligen Armscor-Chef Piet Marais als ein außenpolitischer Erfolg seines Landes dargestellt. Südafrika bemühte sich zu dieser Zeit auf dem internationalen Rüstungsgütermarkt vorrangig an Kunden in Südamerika, im Nahen Osten und in Ostasien sowie in anderen afrikanischen Staaten Kriegsgerät zu verkaufen. Verteidigungsminister General Magnus Malan dementierte 1982, dass von Südafrika aus Waffenlieferungen während des Falklandkriegs an Argentinien gegangen seien.
Südafrika baute in Regie von Armscor den ersten Kampfhubschrauber aus einem Produktionszyklus in der südlichen Hemisphäre. Der Denel Rooivalk wurde im Januar 1990 vom staatlichen Rüstungskonzern in Kempton Park erstmals öffentlich vorgestellt. Das einsatzfähige Fluggerät entstand im Verlaufe einer 14-jährigen Entwicklungs- und Erprobungsphase auf der Basis von Leistungsbeschreibungen der South African Air Force. Nach Air-Force-Stabschef Generalmajor James Kriel plante die SAAF damals den Hubschrauber jedoch nicht zu kaufen, da der Friedensprozess, in dem sich Südafrika befand, diese Anschaffung nicht mehr rechtfertigte.
Armscor war auch für den Export von Waffen zuständig. Trotz eines Embargos (UN-Resolution 558 vom 13. Dezember 1984) gegen das Land war Südafrika während dessen Bestehens weltweit der zehntgrößte Waffenexporteur. Bis Ende der 1980er Jahre waren etwa 3000 südafrikanische Firmen mit dem Einkauf von Rüstungsgütern befasst. Um 1988 soll Armscor nach einer Reportage in der Times, die im südafrikanischen Star referiert wurde, weltweit sogar an 5. Stelle der international tätigen Waffenverkäufer gestanden haben und verfügte zu diesem Zeitpunkt über ein Auftragsvolumen von 9 Milliarden Rand. Rüstungsgüter waren damals nach Gold und Kohle der drittstärkste Exportsektor Südafrikas. Armscor exportierte Ende der 1980er Jahre südafrikanische Rüstungsgüter in 23 Staaten.
Das Staatsunternehmen wurde 2003 auf der Basis eines Gesetzes (Armaments Corporation of South Africa, Limited Act, Act 51 / 2003) privatisiert und trägt seitdem die Bezeichnung Armaments Corporation of South Africa SOC Ltd. Damit war auch die Einschränkung (Chapter 1, Section 4/2g) verbunden, sich an keiner internationalen Verbreitung von Massenvernichtungswaffen zu beteiligen.
Das Unternehmen Executive Outcomes wurde 1989 von Eeben Barlow und weiteren ehemaligen Mitgliedern der SADF gegründet. Es nahm bis 1999 an zahlreichen kriegerischen Auseinandersetzungen in Afrika teil.

## Periodika der SADF
- Paratus, official magazine of the South African Defence Force (Afrikaans: die amptelike maandblad van die Suid-Afrikaanse Weermag), Erscheinungsort: Pretoria, nachgewiesene Jahrgänge 1970 bis 1994[52]
- South African Defence Force review (Afrikaans: Suid-Afrikaanse Weermag oorsig), Erscheinungsort:Durban[53]
- Uniform, Koerant van die SA Leër (Englisch: Newspaper of the SA Army), Erscheinungsort: Pretoria[54]